# Masudipura, Bellary
Masudipura là một làng thuộc tehsil Bellary, huyện Bellary, bang Karnataka, Ấn Độ.